# 中世木川
中世木川（なかせきがわ）は、京都府南丹市日吉町を流れる淀川水系桂川の一次支流の準用河川および一級河川。

## 地理
中世木川は、日吉町中世木の西牧山・東牧山の水を集め、京都府道364号中地日吉線に沿って西流し、大小道津橋の上流、日吉町中で桂川（大堰川）の右岸に合流する。水源は持越峠（もちこしとうげ）。延長は日吉町中世木広廻・南ノ木から木高岸・大久世までの準用河川が2.85km、そこから桂川流入までの一級河川が3.83で、計6.68kmである。桂川流入直前には魚道が設けられている。
世木地域の地形は左手の五指と手の平にしばしば例えられ、親指が桂川本流、人差し指が中世木川、中指が木住川、薬指が田原川、小指が胡麻川である。それら5河川が合流する一帯（手の平）に集落群を成すのが日吉町殿田で、中世木川沿いに集落を形成するのが日吉町中世木、木住川上流が日吉町生畑、下流が日吉町木住となり、これら4集落で現在の世木地域を構成している。親指に当たる部分にも集落があったが、1972年（昭和47年）に着手した日吉ダムの建設で廃村となっている。

## 流域の村
南丹市（日吉町）
- 世木
  - 中世木
  - 中

## 主な支流
- 東牧山川
- 上谷川
- 牧山川
- 棚池川
- 谷山川
- 伊勢谷川

## 主な橋梁

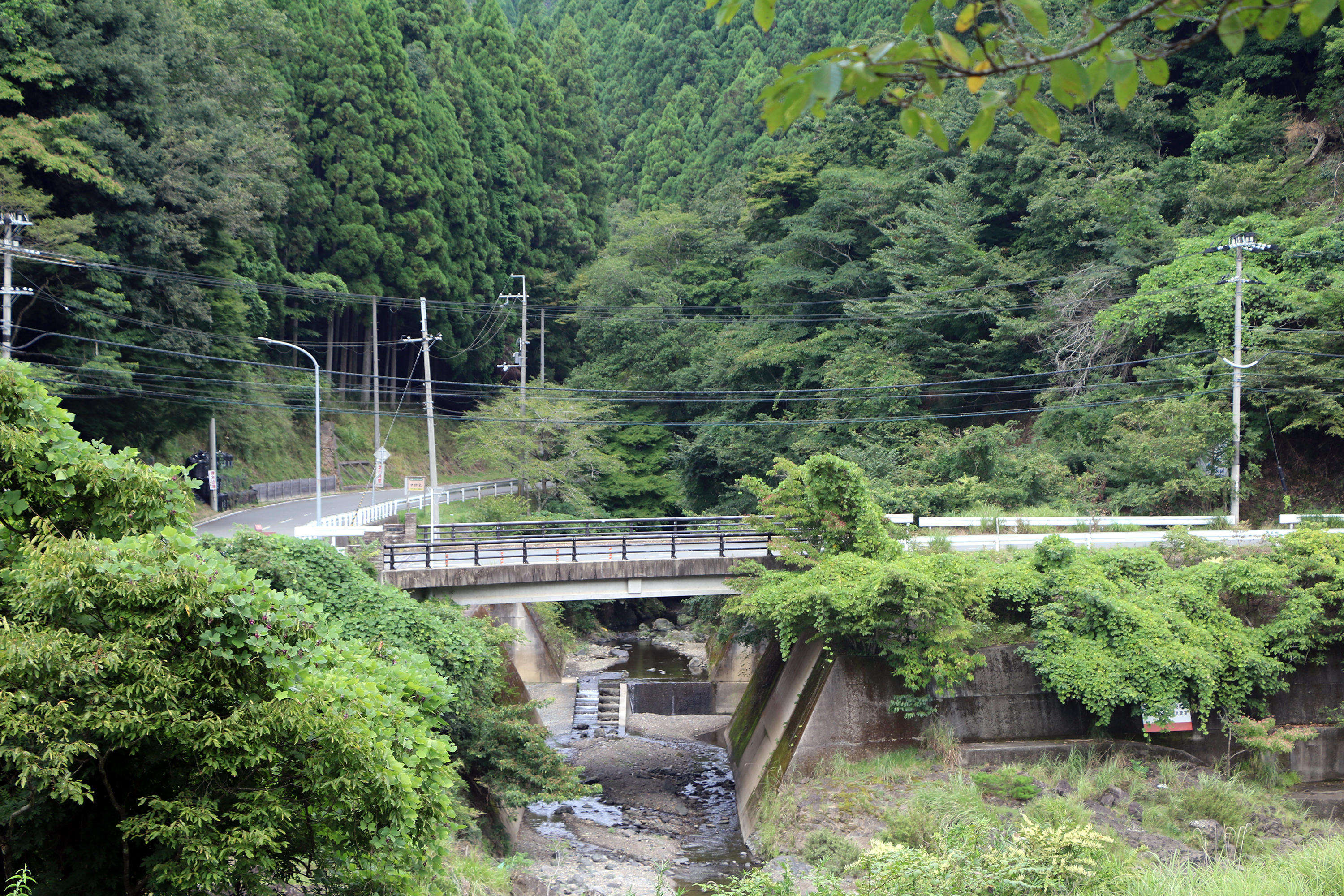
中世木川と桂川（大堰川）の合流場所。中央に見えるのは厄除橋。奥にあるのが魚道。2024年9月1日に撮影。

一般道路
- 持越橋（日吉町中世木）
- 一本木橋（日吉町中世木）
- 小谷口橋（日吉町中世木）
- 小野垣内橋（日吉町中世木）
中世木球技場の南に架かる小橋。
- 厄除橋（日吉町中）
日吉ダム建設により亀岡市大井町小金岐に移転した八幡神宮（中村の厄神さん）が近くにあったことが名称の由来。

## 流域にある水道施設
中世木簡易水道事業（簡易水道の浄水場）
- 中世木浄水場 – 南丹市日吉町中世木焼尾峠7番地6外
  - 計画人口：170人
  - 計画給水量：88m3/日
  - 施設能力：88m3/日
  - 水源の種類：表流水
  - 浄水処理方式：緩速ろ過
- 中世木配水池（浄水池）1
  - 池数：2
  - 容量：55.1m3
  - 構造：RC造
- 中世木配水池（浄水池）2
  - 池数：2
  - 容量：50.4m3
  - 構造：RC造
- 西牧山配水池
  - 池数：1
  - 容量：37.1m3
  - 構造：RC造

## 漁業権
大堰川漁業協同組合の漁業権域に属している。

## 流域にある主な施設
- 中世木公民館 – 日吉町中世木上ノ山1
- 中世木球技場 – 日吉町中世木小野垣内[3]
- 近藤家住宅主屋（国の登録有形文化財）